# گرویتو (دهانه)
گرویتو یک دهانه برخوردی در ماه‌ است.

## دهانه‌های اقماری
این دهانه ۴ دهانه اقماری دارد.
| Garavito | عرض جغرافیایی | طول جغرافیایی | قطر          |
| -------- | ------------- | ------------- | ------------ |
| Q        | ۴۹.۶° S       | ۱۵۳.۶° E      | ۴۲.۰ کیلومتر |
| Y        | ۴۵.۵° S       | ۱۵۵.۶° E      | ۵۲.۰ کیلومتر |
| C        | ۴۵.۰° S       | ۱۵۹.۰° E      | ۲۵.۰ کیلومتر |
| D        | ۴۶.۶° S       | ۱۵۸.۸° E      | ۳۳.۰ کیلومتر |